# Shadow Sorcerer
Shadow Sorcerer es un videojuego de rol de 1991. El juego es la secuela  de Héroes of the Lance y Dragons of Flame. Está basado en la tercera y cuarta campaña de Dragonlance.
La carátula del juego fue dibujada por el artista habitual de D&D Clyde Caldwell.
El juego puede ser jugado o descargado gratuitamente en archive.org

## Gameplay
Los héroes y heroínas del grupo se ven desde una perspectiva isométrica que se usaría en tantos juegos posteriores, como Baldur's Gate. El estilo del juego es muy diferente de sus predecesores, mucho más complejos y difíciles de jugar. Este nuevo concepto permitía al jugador reaccionar más rápidamente en los enfrentamientos con los enemigos.

## Resumen
El argumento es bastante fiel a las campañas  de la Dragonlance, Dragons of Hope y Dragons of Desolation. El mismo argumento aparece en la novela de Margaret Weis y Tracy Hickman Dragons of the Dwarven Depths, pero, curiosamente,  12 años  después de que se publicase el videojuego.
La aventura se centra en la protección de un grupo de refugiados, los héroes de la Lanza deben conducirlos hasta ponerlos a salvo mientras exploran ruinas, calabozos, bosques y esquivan a los ejércitos del dragón que intentan capturarlos.

## Recepción
CU Amiga dijo del juego que simplificaba algunos elementos pero era muy divertido. David Wilson dijo que era una indiscutible mejora en la saga de AD&D, tanto como Eye of the Beholder. 
La revista The One le dio una puntuación global de 77%, pero matizando que no ofrece tanto como Eye of the Beholder, poniendo el ejemplo de los refugiados que el jugador debe proteger son tan lentos al moverse que aburren y además no te dejan explorar el terreno sin ponerlos en peligro. La estrategia de los combates es también muy criticada.
El juego es generalmente considerado superior a cualquier juego anterior de D&D y está considerado una revolución en la jugabilidad.